# Чукали (Краснослободський район)
Чукали́ (рос. Чукалы, ерз. Чукалы) — село у складі Краснослободського району Мордовії, Росія. Входить до складу Краснопідгорного сільського поселення.
Населення — 346 осіб (2010; 415 у 2002).
Національний склад (станом на 2002 рік):
- росіяни — 72 %